# Poliția Națională Navajo
Poliția Națională Navajo (cunoscută anterior ca Poliția Tribală Navajo ) este agenția de aplicare a legii a Națiunii Navajo din sud - vestul Statelor Unite . Acesta se află în cadrul Diviziei de siguranță publică Navajo. Este condus de un șef de poliție, șase căpitani de poliție și opt locotenenți de poliție. Acesta include: afaceri interne, patrulare, unitatea K-9, scufundări de poliție, echipa de operații tactice, unitatea de trafic, gestionarea fiscală, divizia de recrutare și instruire . Națiunea Națională de Poliție este responsabilă pentru șapte districte: Chinle, Crownpoint, Dilkon, Kayenta, Shiprock, Tuba City și Window Rock . Există, de asemenea, mai multe sub-stații în fiecare district, care variază de la sub-stații individuale sau până la cinci ofițeri fiecare. În prezent, există 210 ofițeri de poliție jurati (134 patrulare), 28 de anchetatori criminali și 279 de civili, care acționează ca personal de sprijin pentru departament. Există aproximativ 1,9% polițiști la 1.000 de persoane și un ofițer este responsabil pentru patrularea a 70 de km pătrați din terenul de rezervare. Poliția Națiunilor Naționale Navajo este finanțată prin contracte și subvenții federale și fonduri generale ale Națiunilor Navajo. Acest departament de poliție este unul dintre doar două mari departamente de poliție autohtone cu 100 sau mai mulți ofițeri înjurati în Statele Unite (celălalt este departamentul de poliție al Oglala Lakota Nation). 

## Istoria
Tratatul Navajo din 1868, care a eliberat oamenii Navajo din captivitate din Fort Sumner, a stabilit aplicarea legii ca responsabilitate a guvernului federal. Prima forță de poliție Navajo a fost creată în 1872 și dizolvată trei ani mai târziu. Deși au fost polițiști în rezervație, aceștia au fost finanțați și susținuți de guvernul Statelor Unite . Departamentul de Poliție Național Navajo nu a fost reînființat până în 1959, la solicitarea Consiliului Tribal Navajo . Poliția Națională Navajo este responsabilă pentru aplicarea legii și pentru îngrijirea și custodia prizonierilor. 

## Echipamente și vehicule

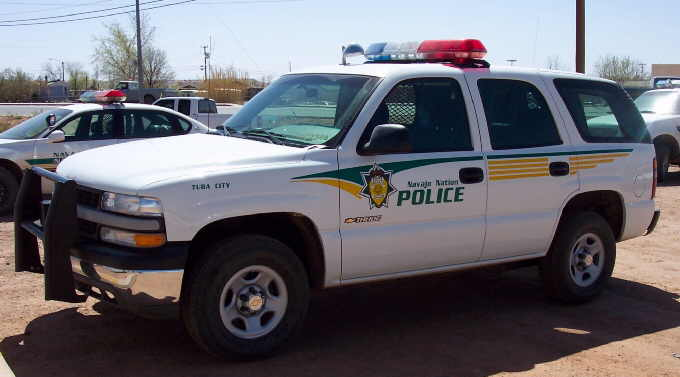

Tuturor ofițerilor li se eliberează o armă laterală de calibru Glock 22 40, baghetă extensibilă, cătușe, vestă rezistentă la gloanțe, spray cu piper și radio portabil conectat la o expediere centrală. Ofițerilor de sub-stații rurale li se eliberează vehicule de acasă, o pușcă, benzi metalice și pistoale radar. În flota departamentului Poliției există 200 de vehicule, care variază de la vehicule utilitare sportive (SUV), precum: Chevrolet Tahoe, Chevrolet Blazer, Chevrolet Suburban și Jeep Liberty până la Sedanuri: Chevrolet Impala . Există Kawasaki Kz1000s pentru unități cu motor, vehicule pe tot terenul cu 4 roți (ATV) pentru evenimente speciale / control de mulțime și unități pentru biciclete stradale. În prezent, toate vehiculele de patrulare sunt echipate cu tehnologie computerizată cu laptop care funcționează cu conexiune la internet locală Wi-Fi pentru a ajuta ofițerii să scrie și să prezinte rapoarte în format electronic. Departamentul a obținut recent un vehicul de comandă mobil care este atribuit districtului Shiprock situat în Shiprock, New Mexico . 
În 2018, șeful poliției, Phillip Francisco, a repornit academia de poliție a Națiunii Navajo, folosind fosta închisoare Chinle ca sediu de instruire. Doisprezece noi recruți au absolvit în iunie 2018, primii absolvenți interni în zece ani. 

## Ofițeri căzuți
De la înființarea departamentului de poliție al Națiunii Navajo, cel puțin paisprezece ofițeri au murit în funcție. 

## Portretele fictive
Ofițerii poliției naționale Navajo sunt subiectul unei serii de romane de mister de Tony Hillerman . Romanele tratează în primul rând ofițeri de ficțiune numiți Joe Leaphorn, Jim Chee și Bernadette Manuelito. După moartea lui Tony Hillerman, în 2008, fiica Anne Hillerman a continuat seria misterelor. 
Romanele și personajele de la Hillerman au fost folosite într-un serial de televiziune din 2002 PBS Skinwalkers: The Mysteries Navajo.
Poliția Navajo este și subiectul romanelor romantice procedurale ale poliției Ella Clah de către echipa autoră a soțului și soției lui Aimee și David Thurlo. 